# Ольховка (Удмуртия)
Ольховка (удм. Бадӟым Скалгурт) — деревня в Увинском районе Удмуртии, входит в Ува-Туклинское сельское поселение. 

## География
Находится в 82 км к югу от посёлка Ува и в 101 км к юго-западу от Ижевска.

## История
В 1964 году Указом Президиума ВС РСФСР деревня Большой Скалгурт переименована в Ольховку.

## Население
| 2010 | 2012 |
| ---- | ---- |
| 118  | ↘117 |